# Jaume Collell i Bancells
|  | «Jaume Collell» redirigeix aquí. Vegeu-ne altres significats a «Jaume Collell (desambiguació)». |

Jaume Collell i Bancells (Vic, 18 de desembre de 1846 - 1 de març de 1932) fou eclesiàstic, periodista, poeta i escriptor.

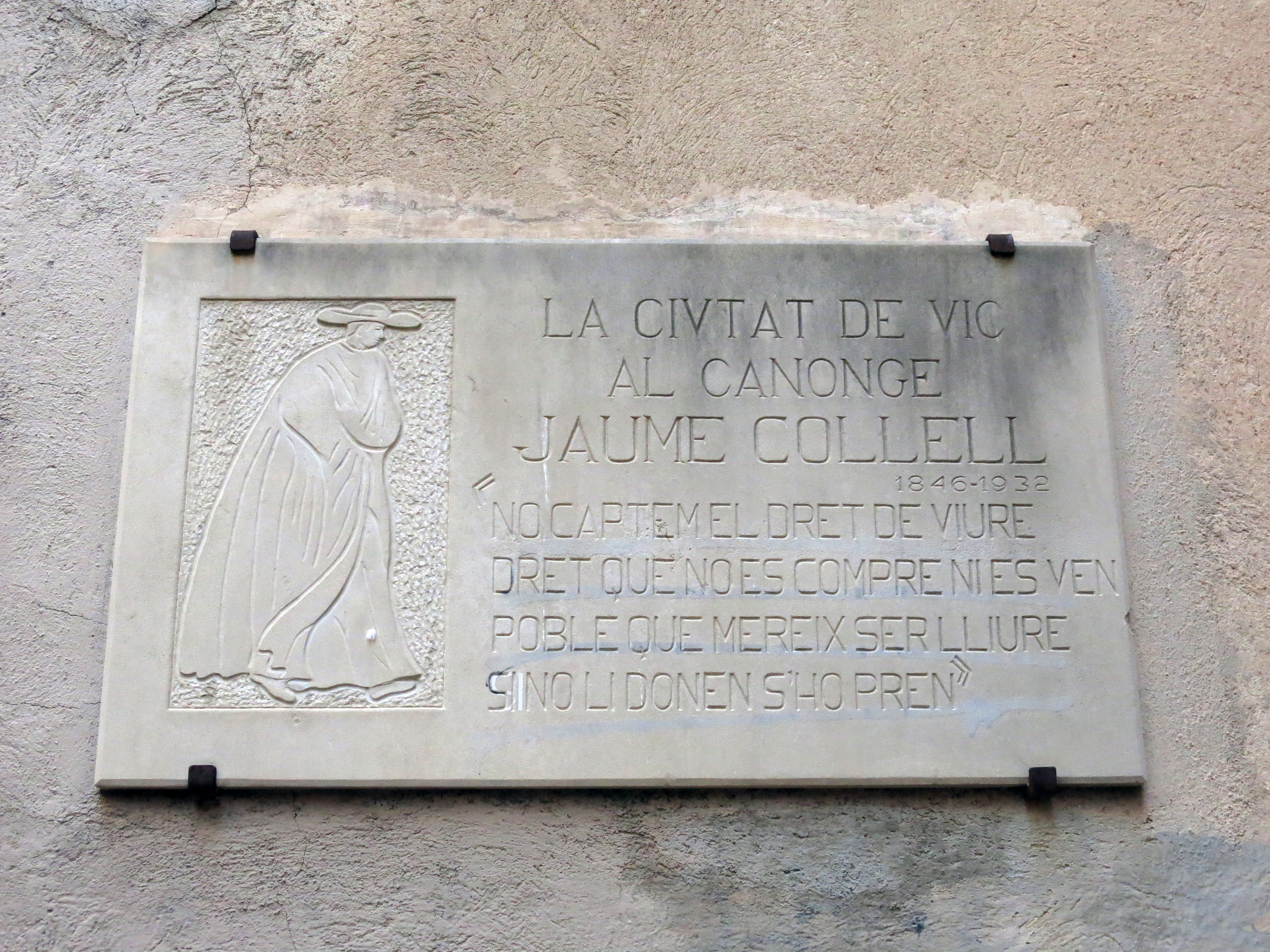
Placa d'homenatge a Vic. Església de la Pietat
"No captem el dret de viure, dret que no es compre ni es ven, poble que mereix ser lliure, si no li donen, s'ho pren"

Estudià al seminari de Vic i en fou nomenat canonge el 1880. El 1871 fou proclamat mestre en gai saber. Gran propagador dels Jocs Florals, presidí els de Barcelona (1887, 1908, 1925). Ja abans d'ésser ordenat prevere (1873), milità en el moviment catalanista. Publicà Catalanisme: lo que és i lo que deuria ésser (1879), i col·laborà en la majoria dels periòdics catòlics i conservadors de Catalunya, essent un periodista polèmic. Fundà i dirigí el setmanari vigatà La Veu del Montserrat (1878-1902), portaveu del catolicisme moderat català, i fou un dels convocants de l'Assemblea de Manresa de 1892 per la qual es fundà la Unió Catalanista. Donà a conèixer, el 1893, l'obra del poeta humanista català en llengua llatina i monjo de Montserrat Antoni Brenac, fins aleshores inèdita. S'oposà fortament a les Normes ortogràfiques (1913) de l'Institut d'Estudis Catalans i fou un membre destacat de l'Acadèmia de la Llengua Catalana. Fundà la Revista Catalana (1889); dirigí la Gazeta Montanyesa del 1905 al 1914 i en fundà la continuació, la Gazeta de Vich (1914). Publicà diversos llibres de records, i les lletres rebudes de Torras i Bages (1926) i Verdaguer (1929). Amb motiu dels seixanta anys de periodista li dedicaren un homenatge, i li fou publicat el recull Sembrant arreu (1927) amb el patrocini de Cambó. La seva obra pòstuma és Efemèrides dels meus 50 anys de sacerdoci (1938).

## Obra
Poemes presentats als Jocs Florals de Barcelona
- A la gent de l'any vuit (1869, premi de l'Englantina d'or)
- L'absoluta (1888, premi de la Flor Natural)
- Florencia y Roma (1899, premi de la Viola d'or i d'argent)
- Palimpsest (1900, segon accèssit a l'Englantina d'or)
- La cançó de la Destral (1909, accèssit a l'Englantina d'or)
- Esplai (1917, premi de l'Englantina d'or)
- La Salve (1920, 1921 i 1923)
- Visions de Catedrals (1923, premi de la Viola d'or i d'argent)
- Cant a la Pàtria (1924, 1928 i 1931)